# Wendel da Silva Costa
Wendel da Silva Costa (Rio de Janeiro, 2 agosto 2000) è un calciatore brasiliano, attaccante del Santa Clara in prestito dal Porto.

## Carriera
Cresciuto nel settore giovanile del Flamengo, ha debuttato in prima squadra il 18 gennaio 2018 nell'incontro del Campionato Carioca vinto 2-0 contro il Volta Redonda. Il 28 agosto 2020 è stato ceduto al Leixões, club di Segunda Liga portoghese, e nel successivo mercato invernale è stato ceduto al Covilhã dove ha trovato il primo gol fra i professionisti il 24 aprile nella gara pareggiata 2-2 contro il Mafra. Rientrato a Matosinhos, ha iniziato a giocare con costanza concludendo la stagione con 6 reti in 30 partite.
l'11 luglio 2022 è stato acquistato dal Porto, che lo ha assegnato alla propria seconda squadra dove ha trascorso due stagioni di alto livello segnando 26 gol in 59 incontri e venendo incluso nella squadra ideale del torneo nella stagione 2023-2024. Il 25 novembre 2023 ha debuttato anche con la prima squadra dei Dragões nella partita di Taça de Portugal pareggiata 2-2 contro il Mafra.
Il 19 agosto 2024 è stato ceduto in prestito al Santos, dove ha contribuito con 4 reti al ritorno dei bianconeri in massima divisione. Dopo aver disputato alcuni incontri nel campionato paulista del 2025, il 1º febbraio è rientrato anticipatamente in Portogallo per poi passare in prestito al Santa Clara.

## Statistiche
Statistiche aggiornate al 3 maggio 2025.

### Presenze e reti nei club
| Stagione        | Squadra         | Campionato      | Campionato | Campionato | Coppe nazionali | Coppe nazionali | Coppe nazionali | Coppe continentali | Coppe continentali | Coppe continentali | Altre coppe | Altre coppe | Altre coppe | Totale | Totale | Totale |
| Stagione        | Squadra         | Comp            | Pres       | Reti       | Comp            | Pres            | Reti            | Comp               | Pres               | Reti               | Comp        | Pres        | Reti        | Pres   | Reti   |        |
| --------------- | --------------- | --------------- | ---------- | ---------- | --------------- | --------------- | --------------- | ------------------ | ------------------ | ------------------ | ----------- | ----------- | ----------- | ------ | ------ | ------ |
| 2018            | Flamengo        | A/RJ+A          | 2+0        | 0          | CB              | 0               | 0               | -                  | -                  | -                  | -           | -           | -           | 2      | 0      |        |
| 2020            | Flamengo        | A/RJ-           | 3          | 0          | CB              | 0               | 0               | -                  | -                  | -                  | -           | -           | -           | 3      | 0      |        |
| Totale Flamengo | Totale Flamengo | Totale Flamengo | 5          | 0          |                 | 0               | 0               |                    | -                  | -                  |             | -           | -           | 5      | 0      |        |
| 2020-gen. 2021  | Leixões         | SL              | 6          | 0          | CP+CdL          | 1+0             | 0               | -                  | -                  | -                  | -           | -           | -           | 7      | 0      |        |
| gen.-giu. 2021  | Covilhã         | SL              | 9          | 1          | CP+CdL          | 0               | 0               | -                  | -                  | -                  | -           | -           | -           | 9      | 1      |        |
| 2021-2022       | Leixões         | SL              | 28         | 6          | CP+CdL          | 1+1             | 0               | -                  | -                  | -                  | -           | -           | -           | 30     | 6      |        |
| Totale Leixões  | Totale Leixões  | Totale Leixões  | 34         | 6          |                 | 3               | 0               |                    | -                  | -                  |             | -           | -           | 37     | 6      |        |
| 2022-2023       | Porto B         | SL              | 29         | 8          | -               | -               | -               | -                  | -                  | -                  | -           | -           | -           | 29     | 8      |        |
| 2023-2024       | Porto B         | SL              | 30         | 18         | -               | -               | -               | -                  | -                  | -                  | -           | -           | -           | 30     | 18     |        |
| Totale Porto B  | Totale Porto B  | Totale Porto B  | 59         | 26         |                 | -               | -               |                    | -                  | -                  |             | -           | -           | 59     | 26     |        |
| 2022-2023       | Porto           | PL              | 0          | 0          | CP+CdL          | 0+1             | 0               | -                  | -                  | -                  | -           | -           | -           | 1      | 0      |        |
| 2023-2024       | Porto           | PL              | 0          | 0          | CP+CdL          | 1+0             | 0               | -                  | -                  | -                  | -           | -           | -           | 1      | 0      |        |
| Totale Porto    | Totale Porto    | Totale Porto    | 0          | 0          |                 | 2               | 0               |                    | -                  | -                  |             | -           | -           | 2      | 0      |        |
| 2024            | Santos          | B               | 16         | 4          | CB              | 0               | 0               | -                  | -                  | -                  | -           | -           | -           | 16     | 4      |        |
| 2025            | Santos          | A1/SP           | 3          | 0          | CB              | 0               | 0               | -                  | -                  | -                  | -           | -           | -           | 3      | 0      |        |
| Totale Santos   | Totale Santos   | Totale Santos   | 19         | 4          |                 | 0               | 0               |                    | -                  | -                  |             | -           | -           | 19     | 4      |        |
| 2024-2025       | Santa Clara     | PL              | 4          | 0          | CP+CdL          | 0               | 0               | -                  | -                  | -                  | -           | -           | -           | 4      | 0      |        |
| Totale carriera | Totale carriera | Totale carriera | 130        | 37         |                 | 5               | 0               |                    | -                  | -                  |             | -           | -           | 135    | 37     |        |

## Palmarès

### Club

#### Competizioni statali
- Campionato Carioca: 1

Flamengo: 2020

#### Competizioni nazionali
- Coppa del Portogallo: 2

Porto: 2022-2023, 2023-2024
- Coppa di Lega portoghese: 1

Porto: 2022-2023
- Campeonato Brasileiro Série B: 1

Santos: 2024